# Live Phish Volume 12
Live Phish Vol. 12 es un álbum en directo de la banda de rock estadounidense Phish grabado en directo en el Deer Creek Music Center de Noblesville, Indiana el 13 de agosto de 1996.
Hay dos pistas adicionales grabadas en el concierto del Assembly Hall en Champaign, Illinois el 19 de noviembre de 1997, que contiene una versión de media hora de duración del tema "Wolfman's Brother".

## Lista de canciones

### Disco 1
1. "The Divided Sky" (Anastasio) - 17:01
2. "Tube" (Anastasio, Fishman) - 3:59
3. "Tela" (Anastasio) - 6:32
4. "Maze" (Anastasio, Marshall) - 11:08
5. "Fast Enough for You" (Anastasio, Marshall) - 6:52
6. "The Old Home Place" (Jayne, Webb) - 3:02
7. "Punch You in the Eye" (Anastasio) - 8:01
8. "Llama" (Anastasio) - 5:05
9. "Glide" (Anastasio, Fishman, Gordon, Marshall, McConnell) - 4:20
10. "Slave to the Traffic Light" (Abrahams, Anastasio, Marshall) - 12:36

### Disco 2
1. "AC/DC Bag" (Anastasio) - 12:07
2. "The Lizards" (Anastasio) - 10:30
3. "Mike's Song" (Gordon) - 22:46
4. "Lifeboy" (Anastasio, Marshall) - 7:56
5. "Weekapaug Groove" (Anastasio, Fishman, Gordon, McConnell) - 8:18
6. "Somewhere over the Rainbow" (Arlen, Harburg) - 1:39

### Disco 3
Tracks 8 - 9 grabadas el 12 de agosto de 1996 en el Deer Creek Music Center de Noblesville, Indiana.
1. "Waste" (Anastasio, Marshall) - 5:35
2. "Train Song" (Gordon, Linitz) - 3:08
3. "Strange Design" (Anastasio, Marshall) - 3:48
4. "Sweet Adeline" (Armstrong, Gerard) - 2:30
5. "David Bowie" (Anastasio) - 16:42
6. "Sleeping Monkey" (Anastasio, Marshall) - 4:55
7. "Rocky Top" (Bryant, Bryant) - 3:06
8. "Ya Mar" (Ferguson) - 9:14
9. "Split Open and Melt" (Anastasio) - 12:42

## Personal
- Trey Anastasio - guitarra, voz
- Page McConnell - piano, órgano, voz
- Mike Gordon - bajo, voz
- Jon Fishman - batería , voz